# Edward Blore
Edward Blore (Derby, Derbyshire, 13 de setembro de 1787 – Londres, 4 de setembro de 1879) foi um arquiteto britânico.

## Início de carreira

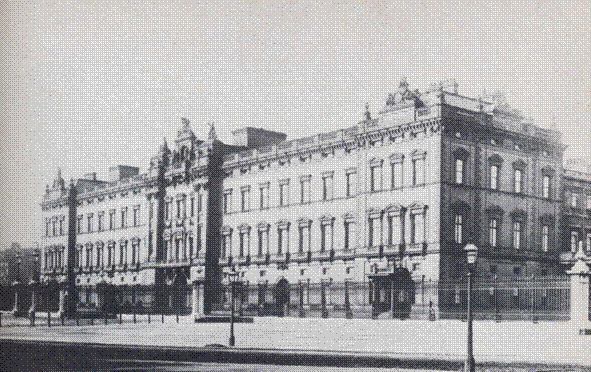
Palácio de Buckingham como completado por Blore em 1850. Foi depois restaurado e alterado por Aston Webb em 1913.

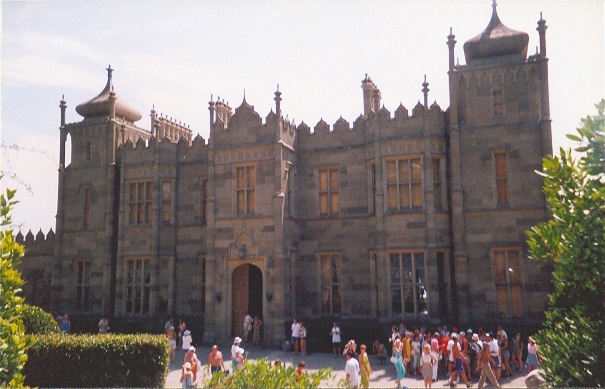
Palácio Vorontsov em Alupka, Crimeia, Ucrânia.

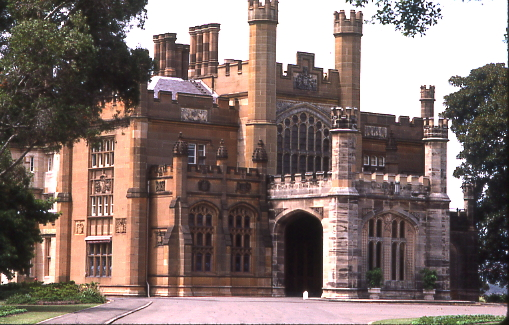
Government House, Sydney, Australia.

Nasceu em Derby, Derbyshire, filho de Thomas Blore. 

## Morte
Blore morreu em Londres em 4 de setembro de 1879, e sepultado no Cemitério de Highgate.

## Construções
- Bedford Modern School (1834–1974, now the Harpur Centre facade)
- Palácio de Buckingham
- Cambridge University Press Pitt Building
- Chapel at College of St Mark and St John, London (1841)
- Crewe Hall (alterations and estate buildings)
- Crom Castle, Condado de Fermanagh, Ulster, Irlanda
- Goodrich Court
- Great Moreton Hall, Congleton, Cheshire (built 1841-3)
- Kingston Hall, Nottinghamshire 1842 – 1846
- Palácio de Lambeth (restauração)
- Palácio de St. James (alterações)
- St. Peter's Church, Stepney, London (1837-8)
- Palácio Vorontsov
- Warminster Town Hall 1832[2]
- Abadia de Westminster Choir and Screen